# Macuelizo (Honduras)
Macuelizo est une municipalité du Honduras, située dans le département de Santa Bárbara. La municipalité comprend 38 villages et 101 hameaux. Elle est fondée en 1794.

## Source de la traduction
- (en) Cet article est partiellement ou en totalité issu de l’article de Wikipédia en anglais intitulé « Macuelizo » (voir la liste des auteurs).